# Incêndio em pousada de Porto Alegre
O incêndio em pousada de Porto Alegre ocorreu na madrugada de 26 de abril de 2024, resultando na morte de dez pessoas. Este foi o segundo maior incêndio de Porto Alegre, o primeiro sendo o incêndio nas Lojas Renner em 1976.

## Incêndio
A pousada está localizada num prédio de três andares na avenida Farrapos, em Porto Alegre, no Rio Grande do Sul. A pousada era da rede Garoa. As chamas começaram por volta das 2h, e os bombeiros foram acionados por volta de 2h20min. O incêndio ocorreu próximo a um posto de combustível. O comandante do 1.º Batalhão do Corpo de Bombeiros, Lúcio Junes da Silva, disse que os quartos da pousada eram muito próximos, fazendo com que o fogo se espalhasse rapidamente e impedindo a saída de muitas pessoas. Por volta das 3h, cinco caminhões do Corpo de Bombeiros auxiliavam a apagar o fogo. O Serviço de Atendimento Móvel de Urgência (Samu), a Brigada Militar e a Empresa Pública de Transporte e Circulação (EPTC) também estiveram presente, e o trânsito ficou bloqueado totalmente. Por volta das 4h, o fogo estava controlado, segundo o Corpo de Bombeiros, que agora atuava em rescaldo (combatendo pequenos focos). Aproximadamente uma hora depois, porém, voltaram a aparecer chamas de maior intensidade. O prédio ficou completamente destruído.
De acordo com a Record, duas pessoas morreram por inalação de fumaça, enquanto oito morreram carbonizadas. Duas vítimas estavam no primeiro andar, cinco no segundo e três no terceiro. Onze pessoas foram resgatadas; oito foram para hospitais pelos bombeiros e pelo Samu. Outras receberam atendimento no Hospital Cristo Redentor. Seis feridos foram direcionados ao Hospital de Pronto Socorro de Porto Alegre. A secretaria municipal de Saúde informou, ainda no dia 26, que duas pessoas estavam entubadas, em estado de saúde grave. Outra, também grave, teve 20% do corpo queimado, e outra estava com uma perna fraturada. O Corpo de Bombeiros informou que não há desaparecidos. No total, ao menos 15 pessoas ficaram feridas.
A capitã Barbara Oliveira disse que algumas pessoas pularam da varanda para escapar das chamas; em entrevista, uma testemunha disse que um morador se jogou do terceiro andar.

## Investigação
De acordo com os bombeiros, o local não tinha alvará nem Plano de Prevenção e Proteção Contra Incêndios (PPCI) e, portanto, funcionava de forma irregular. A causa do incêndio é desconhecida, e serão apuradas pelos bombeiros e pela Polícia Civil. O coronel Evaldo de Oliveira Junior, que é coordenador municipal de Proteção e Defesa Civil de Porto Alegre, disse que a hipótese de um incêndio criminoso estava sendo trabalhada preliminarmente, e que o criminoso teria entrado no local durante a madrugada. Segundo o Metrópoles,  "Quem participou do combate às chamas acredita que um isqueiro ou um fósforo pode ter iniciado o fogo".
No dia 27, um inquérito foi aberto.

## Reações
O prefeito de Porto Alegre, Sebastião Melo, lamentou o ocorrido nas redes sociais, dizendo que apurava as causas "com profunda tristeza". Eduardo Leite, governador do Rio Grande do Sul, disse que o incêndio "nos consterna profundamente". O presidente do Brasil Luiz Inácio Lula da Silva lamentou o ocorrido e prestou solidariedade às famílias das vítimas.
Foi noticiado internacionalmente por jornais como Al Jazeera, Reuters, ABC News, BBC News, The Canadian Press [en], Raidió Teilifís Éireann, Rádio França Internacional, Agence France-Presse, e Xinhua.